# ده باغ، کرمانشاه
ده باغ یک منطقهٔ مسکونی در ایران است که در دهستان سنجابی واقع شده‌است. ده باغ ۴۹ نفر جمعیت دارد.